# Торговые ряды (Кисловодск)
Торговые ряды — одноэтажное здание в Кисловодске, Ставропольский край, Россия, построенное в 1910 году и расположенное на южной стороне улицы Карла Маркса, напротив бывшей гостиницы «Гранд-отель» (сейчас первый корпус санатория «Нарзан»), рядом с Нарзанной галереей. В настоящее время в здании расположен продовольственный магазин «Центральный».

## История
В 1880-х годах земельный участок, на котором располагается нынешний комплекс, принадлежал А. В. Венеровской — предположительно, супруге атамана С. А. Венеровского (ок. 1840 — ок. 1909), начальника Пятигорского казачьего округа, и вмещал усадьбу и несколько флигелей. В 1899 году, после смерти Венеровской, усадьба перешла к наследникам и была продана по частям нескольким покупателям.
В 1903—1905 годах напротив была построена казённая гостиница «Гранд-отель» (сейчас первый корпус санатория «Нарзан»). Управление Кавказских Минеральных Вод запретило новым владельцам строить на этом месте большую трёхэтажную частную гостиницу, в связи с чем новый проект включал в себя торговые ряды на западной и северной границах участка и в глубине небольшую гостиницу «Пти-отель».
Торговые ряды были построены в начале 1910-х годов предположительно по проекту архитектора Э. Б. Ходжаева. Они включали в себя несколько небольших торговых помещений под одной крышей, которые сдавались в аренду или продавались под различные заведения.
В советской время в торговых рядах продолжили располагаться магазины. В современное время в них расположен большой продовольственный магазин «Центральный».

## Описание
Здание выполнено в стиле модернизированного классицизма и отличается многочастной планировкой. Основные фасады здания — западный и северный, в то время как высокий северо-западный угол срезан. Торец западного фасада имеет парапеты с полукруглым фронтоном. В центре западного фасада находится арка для въезда во двор, завершающаяся сложным аттиком с треугольным фронтоном. Северный фасад оформлен ступенчато в связи с перепадом высот. Каждый торговый зал имеет выход на фасад, и между витринами располагаются рустованные лопатки, визуально разделяющие здание на примерно равные части.